# أوستن باورز: رجل الغموض الدولي
أوستن باورز: رجل الغموض الدولي (بالإنجليزية: Austin Powers: International Man of Mystery)‏ هو فيلم كوميدي تم إنتاجه في الولايات المتحدة وصدر في سنة 1997. الفيلم من كتابة مايك مايرز.

## بطولة
- مايك مايرز
- إليزابيث هيرلي
- سيث غرين

## الميزانية والإيرادات
بلغت تكلفة إنتاج الفيلم حوالي 16.5 مليون دولار بينما حقق أرباحا تقدر بـ 67,683,989 دولار.

## وصلات خارجية
- أوستن باورز: رجل الغموض الدولي على موقع IMDb (الإنجليزية)
- أوستن باورز: رجل الغموض الدولي على موقع ميتاكريتيك (الإنجليزية)
- أوستن باورز: رجل الغموض الدولي على موقع روتن توميتوز (الإنجليزية)
- أوستن باورز: رجل الغموض الدولي على موقع نتفليكس (الإنجليزية)
- أوستن باورز: رجل الغموض الدولي على موقع قاعدة بيانات الأفلام العربية
- أوستن باورز: رجل الغموض الدولي على موقع ألو سيني (الفرنسية)
- أوستن باورز: رجل الغموض الدولي على موقع Turner Classic Movies (الإنجليزية)
- أوستن باورز: رجل الغموض الدولي على موقع أول موفي (الإنجليزية)
- أوستن باورز: رجل الغموض الدولي على موقع بوكس أوفيس موجو (الإنجليزية)
- أوستن باورز: رجل الغموض الدولي على موقع فيلمافينيتي (الإسبانية)

1. ↑  وصلة مرجع: http://www.imdb.com/title/tt0118655/. الوصول: 28 يونيو 2016.
2. ↑  وصلة مرجع: http://www.adorocinema.com/filmes/filme-10367/. الوصول: 28 يونيو 2016.
3. ↑  وصلة مرجع: http://stopklatka.pl/film/austin-powers-agent-specjalnej-troski. الوصول: 28 يونيو 2016.